# Čanjeva
Čanjeva su naseljeno mjesto u općini Čajniču, Republika Srpska, BiH. Nalazi se na zapadnoj obali rječice Batovke, južno od ušća u rijeku Janjinu. Zapadno preko druge rječice su Sudići.
Godine 1985. pripojeno je naselju Međurječju (Sl. list SRBiH 24/85).

## Stanovništvo
| Narod     | Popis 1961. | Popis 1971. | Popis 1981. |
| --------- | ----------- | ----------- | ----------- |
| Hrvati    |             |             |             |
| Muslimani | 13          | 106         | 82          |
| Srbi      | 16          | 12          |             |
| ostali    | 94          |             |             |
| Ukupno    | 123         | 118         | 82          |